# 4106 Nada
4106 Nada (1989 EW) là một tiểu hành tinh vành đai chính được phát hiện ngày 6 tháng 3 năm 1989 bởi Toshiro Nomura, a Nada High School teacher, và Koyo Kawanishi ở Minami-Oda.